# Semretu Alemayehu
Semretu Alemayehu (* 17. September 1970) ist ein ehemaliger äthiopischer Marathonläufer.
1997 gewann er den Murtenlauf. 1999 wurde er Zweiter beim Frankfurt-Marathon in 2:12:46 h. Im Jahr darauf siegte er beim Turin-Marathon in 2:08:33 h und kam bei den Olympischen Spielen in Sydney auf den 22. Rang.
Im Jahr darauf verteidigte er seinen Titel in Turin mit dem Streckenrekord von 2:07:45, gleichzeitig seine persönliche Bestzeit. Einem fünften Platz beim Madrider Millennium-Marathon desselben Jahres folgte 2002 ein sechster Platz beim Venedig-Marathon.